# Bactra verutana
Bactra verutana es una especie de polilla del género Bactra, tribu Bactrini, familia Tortricidae. Fue descrita científicamente por Zeller en 1875.
La envergadura es de unos 11–17 milímetros. Se distribuye por América del Norte: Estados Unidos.